# Michail Efimovič Fradkov
Michail Efimovič Fradkov (in russo Михаи́л Ефи́мович Фрадко́в?; Kurumoč, 1º settembre 1950) è un politico ed economista russo, Primo Ministro della Russia dal 2004 al 2007, Direttore del Servizio di intelligence estero dal 2007 al 2016,  Direttore dell'Istituto russo di Studi strategici dal gennaio 2017. Ha il grado civile di Consigliere di Stato effettivo della Federazione Russa di 1ª classe.

## Biografia
È nato a Kurumoč, un villaggio dell'Oblast' di Samara non lontano dal capoluogo.
Si è diplomato in un istituto tecnico e nel 1981 ha portato a termine gli studi di qualificazione nell'Accademia del commercio estero.
Per alcuni anni ha lavorato presso l'ambasciata sovietica in India. Fu membro del PCUS.
È stato nominato ministro dei Rapporti economici con l'estero nel 1993 e poi ministro del Commercio nel 1999. È stato impegnato come vice segretario del Consiglio di sicurezza e poi direttore della polizia tributaria.
Personaggio legato a Vladimir Putin sin dagli anni della sua attività del KGB, negli ambienti del Cremlino è considerato come un vero e proprio nomenklaturista che ha un sentimento quasi religioso del servizio dello stato.
Il 5 marzo 2004 diventa Primo ministro, ma il 12 settembre del 2007 rassegna le sue dimissioni, accettate dal Presidente Putin dopo la loro consegna. Viktor Zubkov è stato nominato suo successore, ma Fradkov è rimasto in carica fino al 14 settembre 2007 finché la Duma non ha ufficializzato la nomina.
Il 6 ottobre 2007, il presidente Putin ha annunciato la nomina di Fradkov come capo del servizio di Intelligence Internazionale. 
Nell'aprile 2018, gli Stati Uniti hanno imposto sanzioni a lui e ad altri 23 cittadini russi.

## Vita privata
Sposato con Elena Ludenko-Fradkova, ha due figli: Pëtr e Pavel.